# ماغنوس جنسن (مؤرخ)
ماغنوس جنسن هو مؤرخ نرويجي، ولد في 30 يناير 1902، وتوفي في 15 يوليو 1990.